# ناوشکن کوروشیو
ناوشکن کوروشیو (به انگلیسی: Japanese destroyer Kuroshio) یک کشتی بود که طول آن ۱۱۸٫۵ متر (۳۸۸ فوت ۹ اینچ) بود. این کشتی در سال ۱۹۳۸ ساخته شد.